# Serrat de Baer
El Serrat de Baer és un serrat al terme municipal de Baix Pallars, a la comarca del Pallars Sobirà, dins de l'antic terme de Peramea. És a la zona central d'aquell antic terme, al nord de la vila de Peramea, a l'esquerra del Riu d'Ancs i a la dreta de la Llau del Llop. En el seu punt més alt, a 1.171,1 metres d'altitud, hi ha la Roca de Sant Pere Vell.